# Chimarra petri
Chimarra petri är en nattsländeart som beskrevs av Gibbs 1973. Chimarra petri ingår i släktet Chimarra och familjen stengömmenattsländor. Inga underarter finns listade i Catalogue of Life.